# Ла-Фуйад
Ла-Фуйа́д (фр. La Fouillade, окс. La Folhada) — коммуна во Франции, находится в регионе Окситания. Департамент — Аверон. Входит в состав кантона Нажак. Округ коммуны — Вильфранш-де-Руэрг.
Код INSEE коммуны — 12105.
Коммуна расположена приблизительно в 520 км к югу от Парижа, в 85 км северо-восточнее Тулузы, в 45 км к западу от Родеза.

## Население
Население коммуны на 2008 год составляло 1115 человек.
| 1962 | 1968 | 1975 | 1982 | 1990 | 1999 | 2008 |
| ---- | ---- | ---- | ---- | ---- | ---- | ---- |
| 1111 | 1123 | 1154 | 1153 | 1041 | 1034 | 1115 |

## Экономика

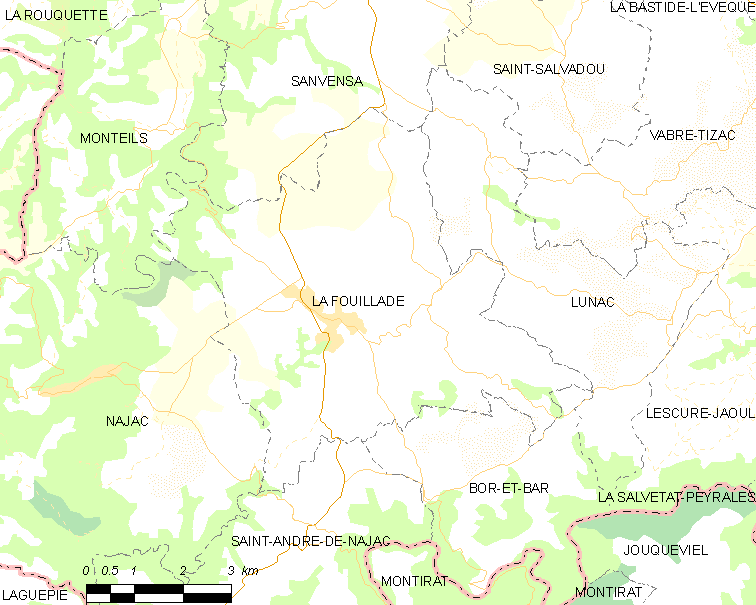
Карта коммуны

В 2007 году среди 625 человек в трудоспособном возрасте (15—64 лет) 436 были экономически активными, 189 — неактивными (показатель активности — 69,8 %, в 1999 году было 69,2 %). Из 436 активных работали 395 человек (212 мужчин и 183 женщины), безработных было 41 (18 мужчин и 23 женщины). Среди 189 неактивных 36 человек были учениками или студентами, 103 — пенсионерами, 50 были неактивными по другим причинам.